# Pfarrkirche St. Martin am Tennengebirge

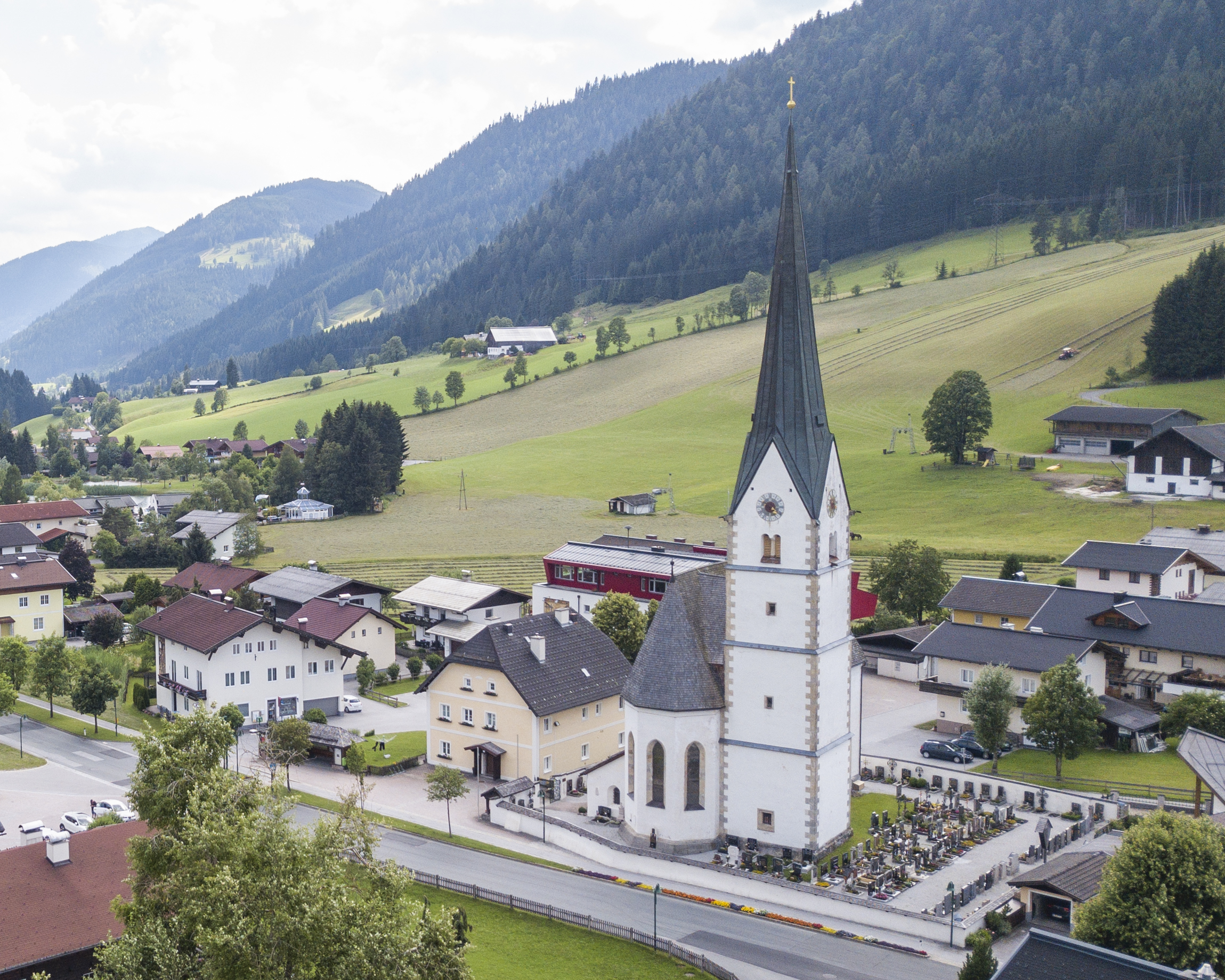
Katholische Pfarrkirche St. Martin am Tennengebirge

Die Pfarrkirche St. Martin ist eine römisch-katholische Kirche in der Gemeinde St. Martin am Tennengebirge im Bezirk St. Johann im Pongau im Land Salzburg, das Patroziniumsfest wird am 11. November gefeiert. Sie gehört zum Dekanat Altenmarkt der Erzdiözese Salzburg.

## Geschichte
Ein Kirchenbau wurde bereits 1171 urkundlich erwähnt, 1185 das Stift Admont als Bauherr genannt. Zwischen 1303 und 1803 war die Kirche beim Augustiner-Chorherrenstift St. Zeno in Reichenhall inkorporiert. 1421–1432 erfolgte ein Neubau, vermutlich war Niklas Velbacher aus Salzburg Baumeister. 1563 wurde sie als Expositur bezeichnet, 1857 zur Pfarrkirche erhoben. 1674 und 1870 erfolgten Erweiterungen, Renovierungen fanden 1893, 1937, 1949, 1955 und 1972 statt. Bei einer dieser Umgestaltungen ist die Anfang des 17. Jahrhunderts von Lorenz Kreuztaler geschaffene Ausstattung verloren gegangen, bzw. gilt sie als verschollen.

## Architektur

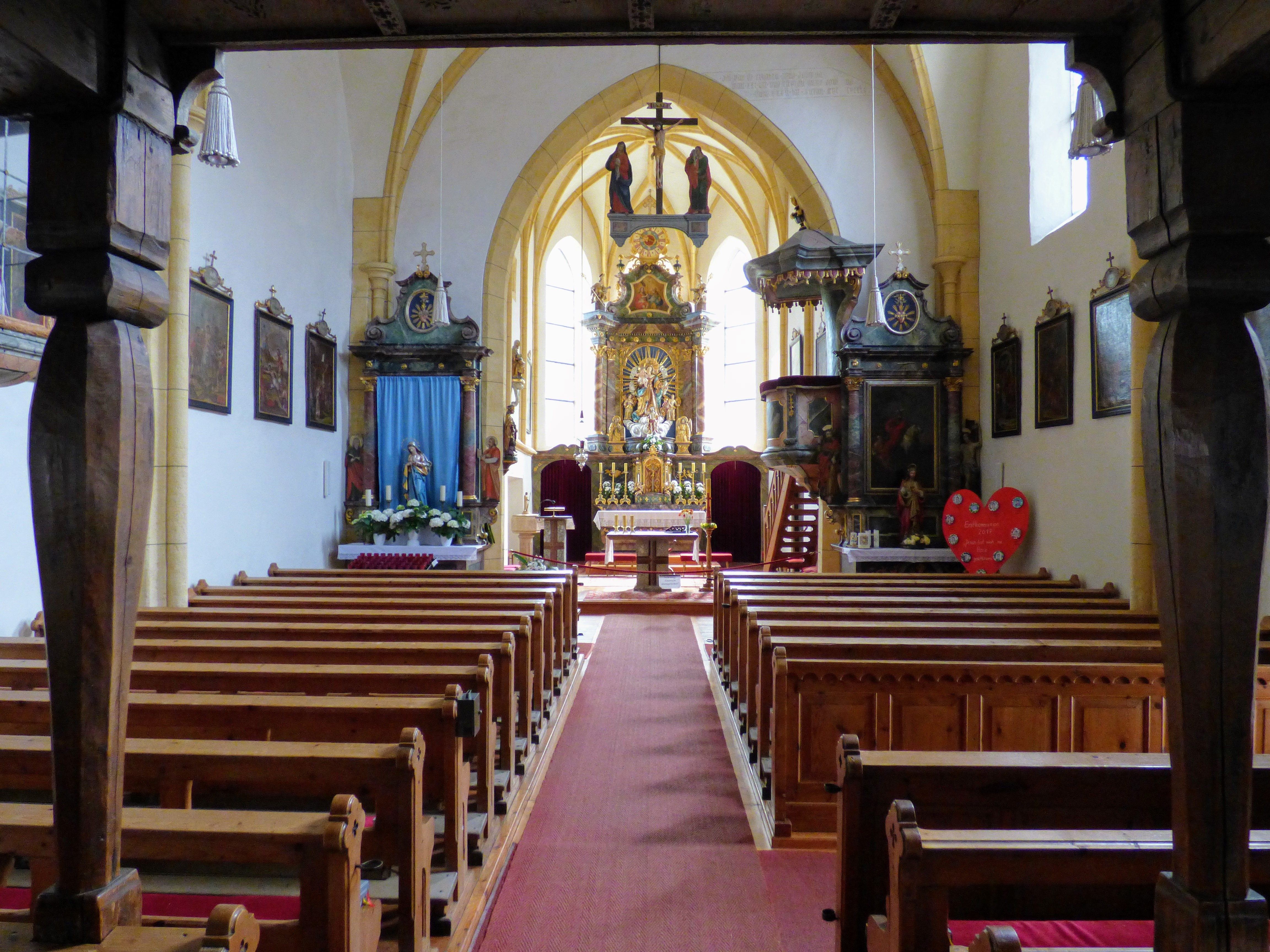
Kircheninneres

Der einschiffige gotische Kirchenbau von 1432 hat Spitzbogenfenster unter einem mit Holzschindeln gedeckten Satteldach mit einem eingezogenen Chor mit 3/8-Schluss. Die Kirche hat im Westen ein Spitzbogenportal und im Süden ein abgefastes Rundbogenportal mit einem Holzvorbau. Die südlich am Chor angebaute Sakristei hat Rechteckfenster und ein Pultdach. Im Norden ist ein starker Turm mit Eckquadrierung mit vier durch Gesimse angedeuteten Geschoßen mit Fenstern teils mit Stabwerk im Westen und Süden und Lucken. Im Glockengeschoß hat der Turm gekoppelte Rundbogenschallfenster und darüber Dreieckgiebel und ein Spitzhelm.
Der dreijochige Saalraum hat ein Gewölbe mit einem gotischen Zweiparallelrippennetz auf einfachen Wandpfeilern mit vorgelagerten Diensten mit Ringkapitellen. An der nördlichen Kirchenwand ist ein übertünchtes gotisches Fresko hl. Martin. Die Holzempore mit einer bemalten Brüstung hat eine kassettierte Untersicht. Der spitzbogige Triumphbogen ist abgefast. Der um zwei Stufen höher dreijochige Chor hat einen dreiseitigen Abschluss. Das gotische Gewölbe mit Rautensternnetzrippen mit ringartigen Schlusssteinen ruht auf Diensten und einem Gesims. Links im Chor ist ein abgefastes Turmportal mit einer gotischen Eisenplattentüre. Rechts befindet sich der Zugang zur Sakristei. Die Turmhalle hat ein gotisches Sternrippengewölbe auf Konsolen. Die Sakristei hat ein Kreuzgratgewölbe.

## Ausstattung

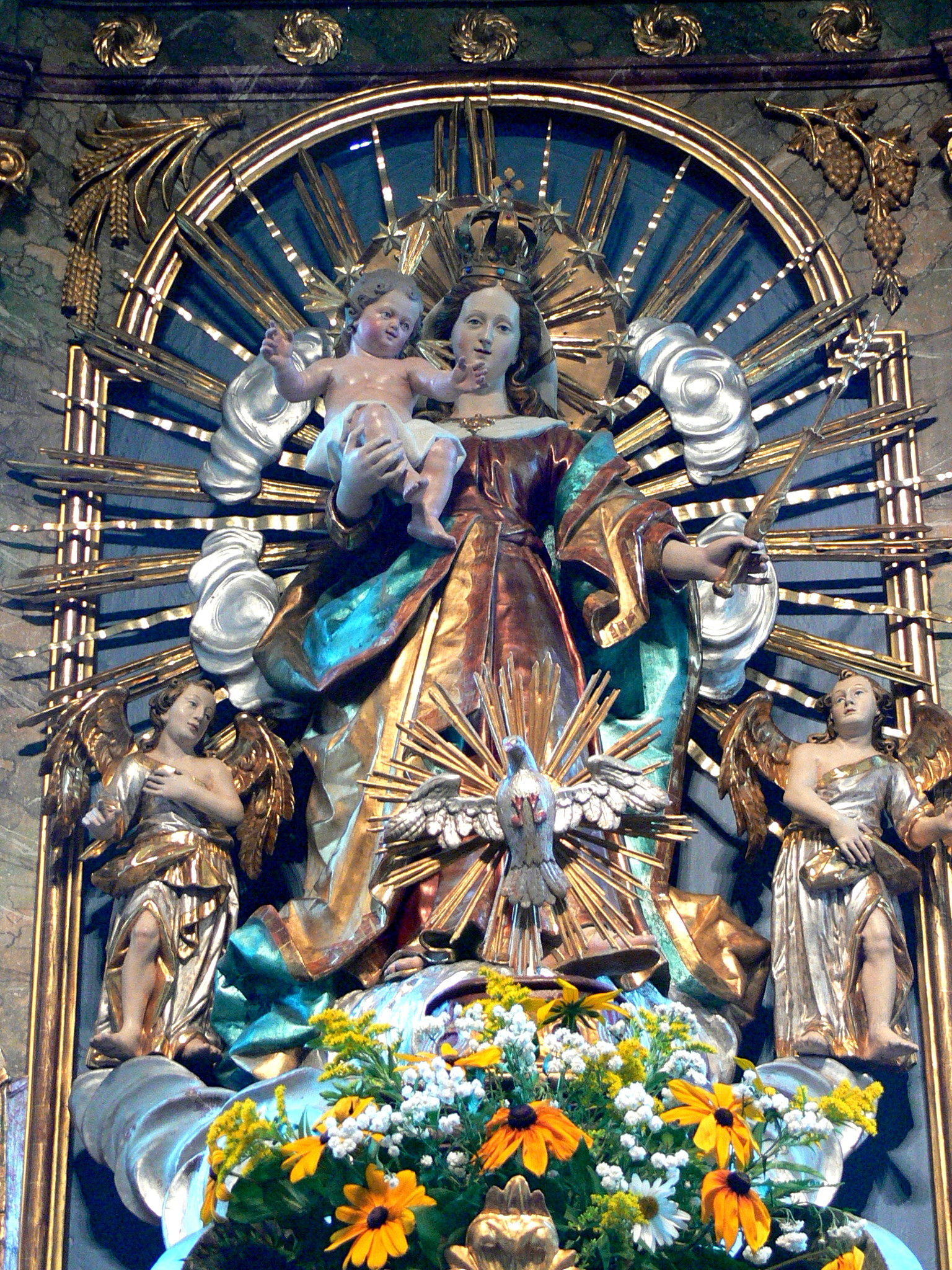
Am Hochaltar Maria mit Kind in Wolken und Strahlenkranz von zwei Engeln flankiert vom Bildhauer Petrus Schmid

Die Altäre mit barocker Form sind aus dem 2. Viertel des 19. Jahrhunderts. Der Hochaltar mit Opfergangsportalen trägt über dem Tabernakel ein Relief Maria und Verkündigungsengel aus dem Anfang des 16. Jahrhunderts. Zwischen den Säulen steht Schnitzwerk Maria mit Kind in Wolken und Strahlenkranz von zwei Engeln flankiert vom Bildhauer Petrus Schmid (1775). Das Oberbild Hl. Dreifaltigkeit ist aus der 2. Hälfte des 18. Jahrhunderts. Die zwei Aufsatzfiguren zeigen die hll. Rupert und Virgil (1734). Die Seitenaltäre tragen bemalte Brettfiguren aus dem 18. Jahrhundert. Das linke Altarblatt Marienkrönung und das rechte Altarblatt Hl. Martin malte Josef Rattensperger (1842).
Die Kanzel aus der Mitte des 18. Jahrhunderts hat eine geschwungene Brüstung, eine konkave Rückwand und einen Schalldeckel mit einem profilierten, abgestuften Gesims. Als Skulpturen gibt es im Chor ein gotisches Vesperbild als barocke Kopie, ein Hängekruzifix geschnitzt von Vikar J. N. Hiemer um 1800, ein Kruzifix und eine Heiliggeisttaube aus dem 18. Jahrhundert.
An der Emporenbrüstung sind sechs Vesperbilder aus der 2. Hälfte des 18. Jahrhunderts und die bemalten Bretterfiguren der hll. Maria und Johannes aus dem Ende des 18. Jahrhunderts. Die Kreuzwegstationen sind aus 1804. Das Gestühl und der Taufstein sind neugotisch. Der Paramentenkasten in der Turmkammer ist aus 1711.
Die Orgel baute Dreher und Flamm (1937). Eine Glocke goss Peter Pfinzing (1508).
Im offenen südlichen Kirchenvorbau ist ein Kriegerdenkmal zum Ersten Weltkrieg (1914–1918), ein Epitaph mit einem Auferstehungsbild aus 1849/1850, und ein Arme-Seelen-Stöckl mit einem Bild Christus am Kreuz und dem Fegefeuer aus dem Ende des 18. Jahrhunderts.